# Belgiens Grand Prix 1990
Belgiens Grand Prix 1990 var det elfte av 16 lopp ingående i formel 1-VM 1990.

## Resultat
1. Ayrton Senna, McLaren-Honda, 9 poäng
2. Alain Prost, Ferrari, 6
3. Gerhard Berger, McLaren-Honda, 4
4. Alessandro Nannini, Benetton-Ford, 3
5. Nelson Piquet, Benetton-Ford, 2
6. Mauricio Gugelmin, Leyton House-Judd, 1
7. Ivan Capelli, Leyton House-Judd
8. Jean Alesi, Tyrrell-Ford
9. Eric Bernard, Larrousse (Lola-Lamborghini)
10. Alex Caffi, Arrows-Ford
11. Derek Warwick, Lotus-Lamborghini
12. Martin Donnelly, Lotus-Lamborghini
13. Michele Alboreto, Arrows-Ford
14. Nicola Larini, Ligier-Ford
15. Pierluigi Martini, Minardi-Ford
16. Olivier Grouillard, Osella-Ford
17. Stefano Modena, Brabham-Judd (varv 39, motor)

### Förare som bröt loppet
- David Brabham, Brabham-Judd (varv 36, elsystem)
- Andrea de Cesaris, BMS Scuderia Italia (Dallara-Ford) (27, motor)
- Thierry Boutsen, Williams-Renault (21, transmission)
- Nigel Mansell, Ferrari (19, hantering)
- Riccardo Patrese, Williams-Renault (18, växellåda)
- Emanuele Pirro, BMS Scuderia Italia (Dallara-Ford) (5, vattenläcka)
- Satoru Nakajima, Tyrrell-Ford (4, motor)
- Aguri Suzuki, Larrousse (Lola-Lamborghini) (0, olycka)
- Paolo Barilla, Minardi-Ford (0, olycka)

### Förare som ej kvalificerade sig
- Philippe Alliot, Ligier-Ford
- Gabriele Tarquini, AGS-Ford
- Yannick Dalmas, AGS-Ford
- Bertrand Gachot, Coloni-Ford

### Förare som ej förkvalificerade sig
- Roberto Moreno, EuroBrun-Judd
- Claudio Langes, EuroBrun-Judd
- Bruno Giacomelli, Life